# Gerda Geretschläger
Gerda Geretschläger (* 1946 in Rottenmann) ist eine österreichische Textil-Künstlerin.

## Leben und Wirken
Geretschläger besuchte von 1961 bis 1967 die Bundesgewerbeschule Graz für angewandte Kunst, Fachrichtung Textil. Sie lebt und arbeitet in Linz. Seit 1975 präsentiert sie ihre Werke in Einzel- und Gemeinschaftsausstellungen. 1977 wurde sie in den Oberösterreichischen Kunstverein aufgenommen, 2010 in den Oberösterreichischen Künstlerbund.

## Ausstellungen (Auswahl)
- Licht schreibt auf Fragmente, Einzelausstellung im Volkshaus Keferfeld-Oed (2010)
- TOPSELLER – Geld, Wirtschaft und Freunde, Gemeinschaftsausstellung in der Galerie des Oberösterreichischen Kunstvereins (2010)
- Was uns bewegt, Gemeinschaftsausstellung des Oberösterreichischen Künstlerbundes im Volkshaus Dornach-Auhof (2012)
- Strömungen, Gemeinschaftsausstellung des Oberösterreichischen Künstlerbundes in der Schlossgalerie Steyr (2012)
- Gemeinschaftsausstellung des OÖ. Kunstvereins im Landestheater Linz (2012)

## Werke
- Spaltung, Bildteppiche im Rahmen der Ausstellung von Gerda und Robert Geretschläger in der Galerie im Gwölb in Haslach (2012)[1]